# Kenia en los Juegos Olímpicos de Londres 2012
Kenia estuvo representada en los Juegos Olímpicos de Londres 2012 por un total de 47 deportistas que compitieron en  deportes. Responsable del equipo olímpico fue el Comité Olímpico Nacional de Kenia, así como las federaciones deportivas nacionales de cada deporte con participación.
El portador de la bandera en la ceremonia de apertura fue el nadador Jason Dunford.

## Medallistas
El equipo olímpico de Kenia obtuvo las siguientes medallas:
| Nombre               | Deporte   | Competición             |
| -------------------- | --------- | ----------------------- |
| Oro                  |           |                         |
| David Rudisha        | Atletismo | 800 m M                 |
| Ezekiel Kemboi       | Atletismo | 3000 m con obstáculos M |
| Plata                |           |                         |
| Abel Kirui           | Atletismo | Maratón M               |
| Vivian Cheruiyot     | Atletismo | 5000 m F                |
| Sally Kipyego        | Atletismo | 10 000 m F              |
| Priscah Jeptoo       | Atletismo | Maratón F               |
| Bronce               |           |                         |
| Timothy Kitum        | Atletismo | 800 m M                 |
| Thomas Longosiwa     | Atletismo | 5000 m M                |
| Abel Kiprop Mutai    | Atletismo | 3000 m con obstáculos M |
| Wilson Kiprotich     | Atletismo | Maratón M               |
| Pamela Jelimo        | Atletismo | 800 m F                 |
| Vivian Cheruiyot     | Atletismo | 10 000 m F              |
| Milcah Chemos Cheywa | Atletismo | 3000 m con obstáculos F |